# فدراسیون فوتبال لتونی
فدراسیون فوتبال لتونی (لتونیایی: Latvijas Futbola federācija) نهاد اداره‌کننده مسابقات فوتبال و فوتسال در کشور لتونی است.
این فدراسیون که در ۱۹۲۱ تأسیس شده عضو یوفا و فیفا نیز می‌باشد و مقر آن در شهر ریگا است.
مسابقات لیگ برتر فوتبال لتونی و جام حذفی فوتبال لتونی زیر نظر این فدراسیون برگزار می‌شود.